# Lophiotoma ruthveniana
Lophiotoma ruthveniana là một loài ốc biển, là động vật thân mềm chân bụng sống ở biển trong họ Turridae.